# Flughafen Incheon

i7
i11
i13

Flughafendiagramm

Der Internationale Flughafen Incheon (koreanisch 인천국제공항 Incheon Gukje Gonghang, IATA-Code: ICN, ICAO-Code: RKSI) ist der größte Flughafen in Südkorea. Er liegt auf der zu Incheon gehörenden Insel Yeongjongdo im Gelben Meer, 52 Kilometer westlich von Seoul. Betreibergesellschaft ist die Incheon International Airport Corporation.
Der Flughafen Incheon ist das Drehkreuz von Korean Air und Asiana Airlines. Der Flughafen wurde 2001 eröffnet und ersetzt damit im internationalen Flugverkehr den Gimpo International Airport. Gimpo bedient seither, abgesehen von vereinzelten Flügen in ostasiatische Nachbarländer, nur noch innerkoreanische Flüge.
Der Flughafen Incheon war 2019, gemessen am Passagieraufkommen, der siebtgrößte Flughafen Asiens, hinter Peking, Dubai, Tokio-Haneda, Shanghai-Pudong, Guangzhou-Baiyun und Hongkong, weltweit lag er auf Platz 14. Aufgrund der COVID-19-Pandemie fiel er bis 2022 deutlich zurück. Bei der Luftfracht belegte der Flughafen im Jahr 2021 hinter Hong Kong den zweiten Platz in Asien, weltweit lag er auf dem fünften Platz.

## Verkehrsanbindung
Der Expressway 130 verbindet den Flughafen mit dem Festland, ein Teil davon ist die Yeongjong-Brücke. Daneben gibt es seit Oktober 2009 eine zweite Straßenverbindung über die Incheon-Brücke. Es existieren regelmäßige Busverbindungen nach ganz Südkorea, ebenso wie Fährverbindungen nach Incheon und anderen nahen Häfen.
Zusätzlich wurde eine Autobahn zwischen Incheon und Gimpo International Airport fertiggestellt, die den Inlandsflugverkehr mit dem internationalen Flughafen verbindet. Eine Verbesserung, die es deutlich einfacher macht, von südkoreanischen Regionen nach Incheon zu reisen und von dort zu allen Flughäfen der Welt. Die AREX-Bahnlinie zum Gimpo International Airport verbindet die beiden Flughäfen in gut 30 Minuten Fahrzeit. Eine Erweiterung zum Seouler Hauptbahnhof folgte bis Ende 2010.
Als Besonderheit sind in den Einflugschneisen im Norden und Süden die aus großer Höhe erkennbaren Schriftzüge „INCHEON“ in 40 Meter hohen weißen Buchstaben aufgebracht.

## Auszeichnungen
Bereits die AETRA-Passagierbefragung im Jahr 2005 ergab, dass der Flughafen der beste Flughafen seiner Kategorie sei.
Dem Flughafen wurde auch der Preis Bester Service auf der ersten internationalen Konferenz für Flughafenqualität und Service der IATA und der ACI verliehen. Er erreichte 2007 den zweiten Platz der Kategorie Bester Flughafen weltweit, hinter dem Flughafen Hongkong, aber vor dem Flughafen Singapur. 2009 konnte er schließlich auf den ersten Platz vorrücken. Dieses Ergebnis basiert auf der Befragung von 8,6 Millionen Fluggästen auf weltweit mehr als 190 Flughäfen. 2011 wurde der Flughafen vom Airports Council International erneut für seine Servicequalität zum besten Flughafen der Welt gewählt.

## Geschichte

Langfristige Planung, über Phase 4 hinaus

Der Bau des Flughafens wurde in insgesamt vier Phasen unterteilt.

### Phase 1
Phase 1 wurde im Jahr 1992 verabschiedet und umfasst den Bau eines Passagierterminals für 30 Mio. PAX, ein Frachtterminal sowie zwei Start- und Landebahnen.

#### Zeittafel
- Februar 1992: Freigabe des Gesamtplans
- November 1992: Phase I Bau und Vorbereitung der Infrastruktur
- Juli 1994: Fertigstellung des Nord- und Süddamms
- März 1996: Formale Namensgebung: Incheon International Airport
- Mai 1996: Baubeginn des Passagierterminals
- Dezember 1996: Baubeginn des Pistensystems
- 30. Juni 2000: Fertigstellung der wesentlichen Bauten
- Juli 2000: Beginn der Testphase
- November 2000: Ankündigung der Eröffnung
- 29. März 2001: Offizielle Eröffnung[8]

### Phase 2
Phase 2 wurde im Jahr 2002 begonnen und rechtzeitig vor den Olympischen Sommerspielen 2008 in Peking fertiggestellt. Sie umfasste den Bau einer Start- und Landebahn und eines Satelliten.

### Phase 3
Phase 3 umfasste den Bau eines zweiten Terminals sowie den dazugehörigen Verkehrsanbindungen. Außerdem wurde das Frachtterminal erweitert.
Hierfür waren vier Billionen Südkoreanische Won (etwa 3 Milliarden Euro) vorhergesehen. Die Phase wurde Anfang 2018 abgeschlossen.

### Phase 4
Für die Phase 4 wurde unter anderem Terminal 2 erweitert, zudem wurde eine vierte Start- und Landebahn errichtet. Die Kapazität wurde auf 106 Millionen Passagiere und 600.000 Flüge im Jahr gesteigert. Phase 4 wurde 2024 abgeschlossen.

## Flughafenanlagen

### Start- und Landebahnen

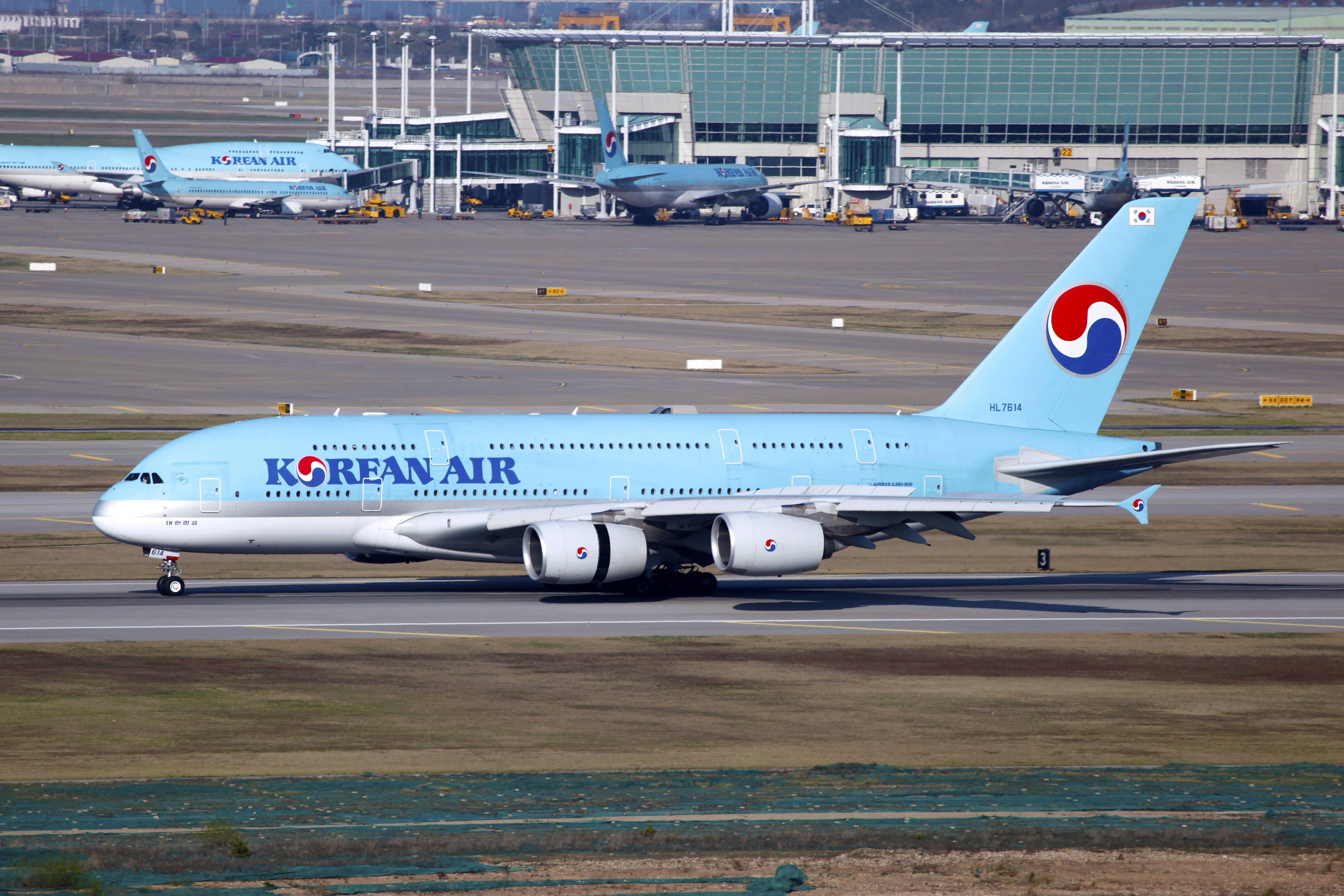
Airbus A380 der Korean Air auf dem Flughafen Incheon

Der Flughafen verfügt über vier Start- und Landebahnen. Alle Bahnen verlaufen parallel.

### Terminals
Der Flughafen verfügt über zwei Terminals sowie über einen Satelliten.
Alle sind sowohl land- als auch luftseitig miteinander verbunden.

#### Terminal 1

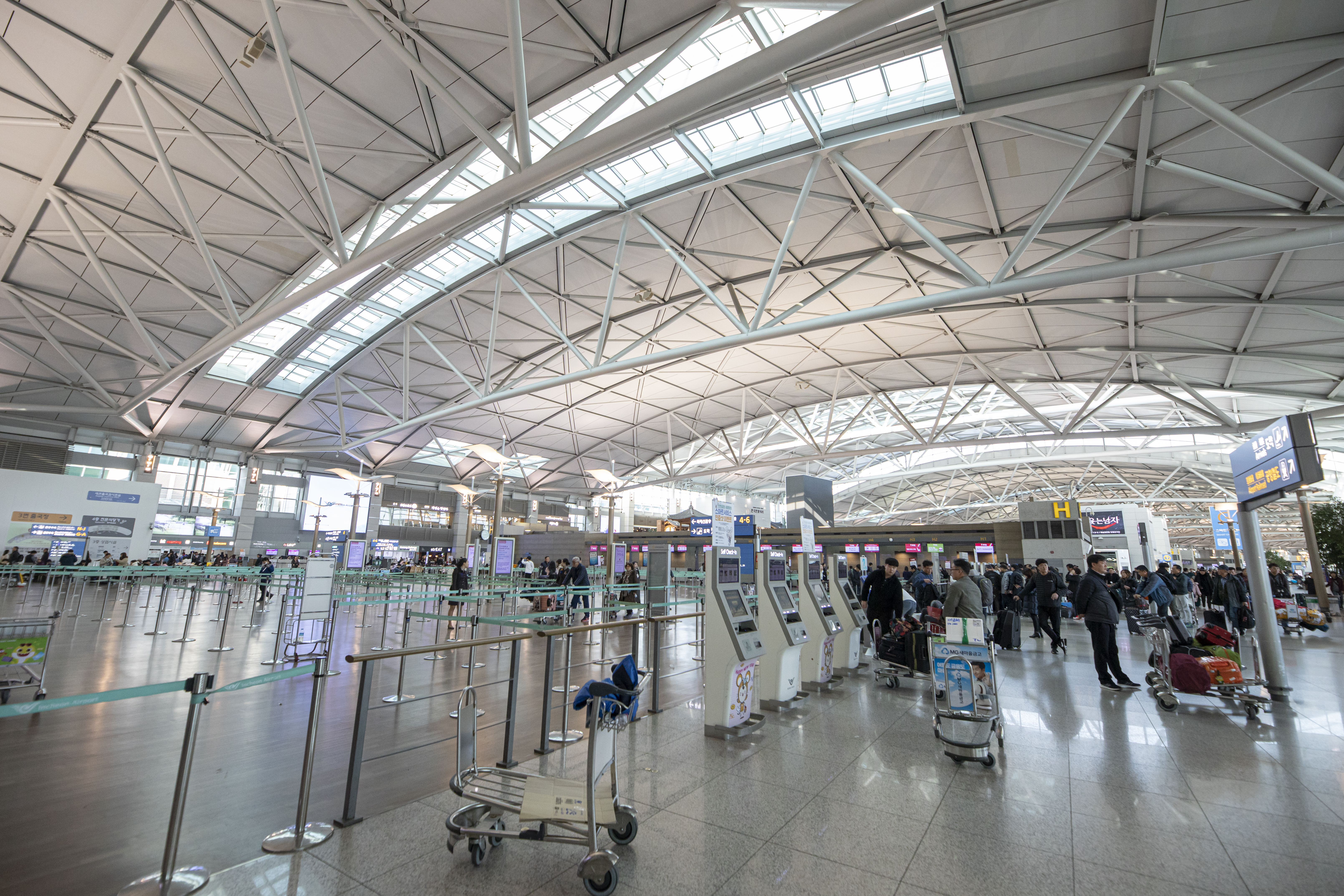
Abflugbereich des Terminal 1

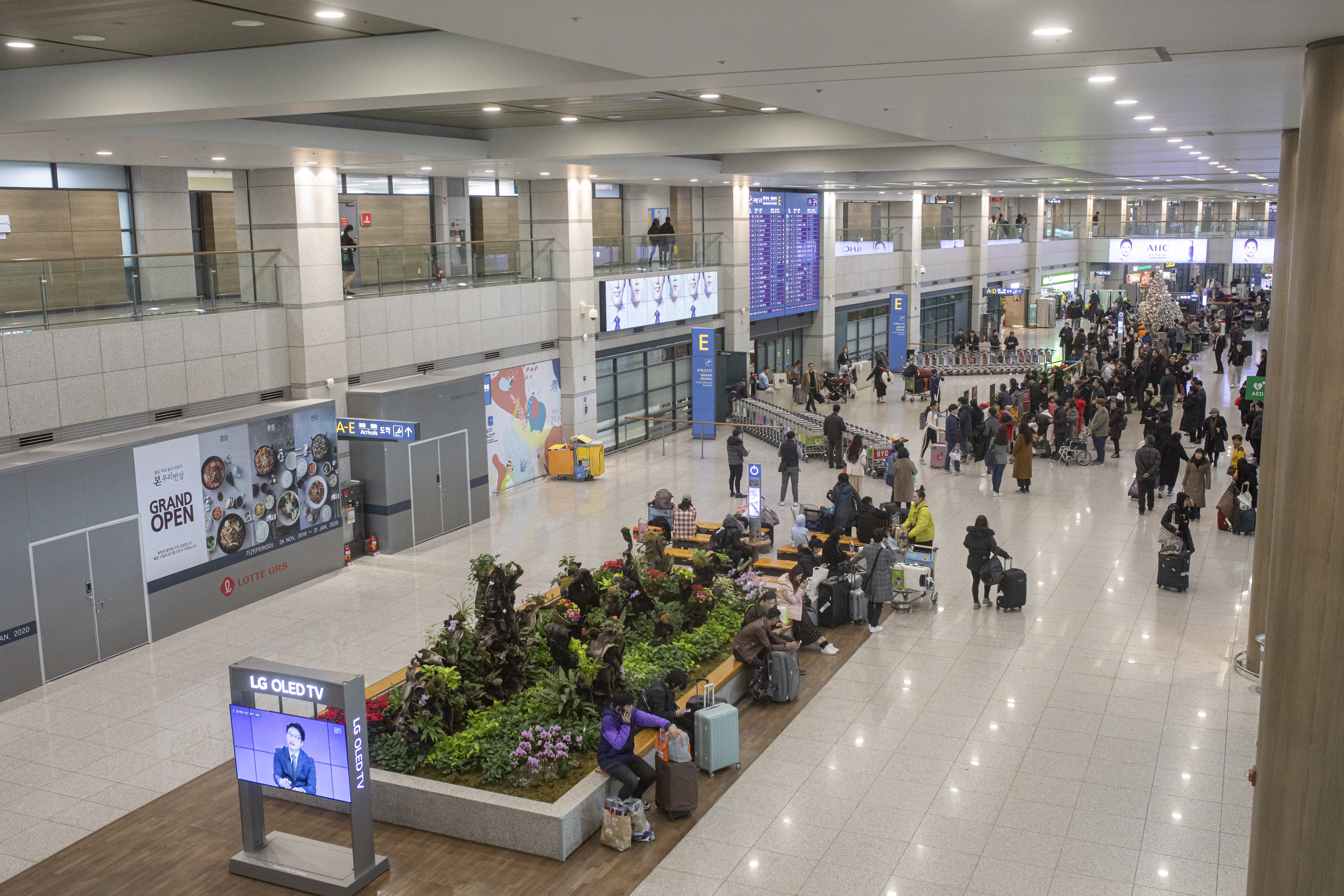
Ankunftsbereich des Terminal 1

Das Terminal 1 ist das älteste Terminal und wurde 2001 gemeinsam mit dem Flughafen in Betrieb genommen. Es verfügt über insgesamt 44 Gates, die alle mit Fluggastbrücken ausgestattet sind. 2008 wurde es um einen Satelliten erweitert, das über 30 weitere Gates verfügt und seitdem vornehmlich allen ausländischen Fluggesellschaften dient. Terminal und Satellit sind unterirdisch mit dem so genannten IAT (Intra Airport Transit) verbunden.

#### Terminal 2
Das Terminal 2 wurde am 18. Januar 2018 offiziell eröffnet. Es dient Korean Air sowie ihren SkyTeam-Partnern Air France, China Airlines, Delta Air Lines, Garuda Indonesia, KLM und Xiamen Airlines als Drehkreuz.
Direkt an das Terminal angeschlossen befindet sich ein Bahnhof, ein Busterminal und Parkhäuser.
Die Piers im Osten und Westen des Terminals wurden in Ausbau-Phase 4 nach Norden hin zu verlängert, wodurch es die Form eines H erhalten hat.

### Frachtterminal
Die Frachtterminals befinden sich im Osten. Hauptnutzer sind neben Asiana Airlines Cargo und Korean Air Cargo FedEx, DHL Aviation und UPS Airlines. Es wurde bereits damit begonnen das Frachtterminal nach Norden hin zu erweitern.

## Verkehrszahlen
| Jahr       | Passagier- aufkommen | Fracht- aufkommen (in Tonnen) | Flug- bewegungen |
| ---------- | -------------------- | ----------------------------- | ---------------- |
| ab 03/2001 | 14.542.290           | 1.186.015                     | 086.807          |
| 2002       | 20.924.171           | 1.705.928                     | 126.094          |
| 2003       | 19.789.874           | 1.843.055                     | 130.185          |
| 2004       | 24.084.072           | 2.133.444                     | 149.776          |
| 2005       | 26.051.466           | 2.150.139                     | 160.843          |
| 2006       | 28.191.116           | 2.336.571                     | 182.007          |
| 2007       | 31.227.897           | 2.555.580                     | 211.404          |
| 2008       | 29.973.522           | 2.423.717                     | 211.102          |
| 2009       | 28.549.770           | 2.313.002                     | 198.918          |
| 2010       | 33.478.925           | 2.684.499                     | 214.835          |
| 2011       | 35.062.366           | 2.539.222                     | 229.580          |
| 2012       | 38.970.864           | 2.456.724                     | 254.037          |
| 2013       | 41.482.828           | 2.464.385                     | 271.224          |
| 2014       | 45.512.099           | 2.557.681                     | 290.043          |
| 2015       | 49.281.210           | 2.595.677                     | 305.446          |
| 2016       | 57.765.397           | 2.714.341                     | 339.673          |
| 2017       | 62.082.032           | 2.921.691                     | 360.295          |
| 2018       | 68.259.763           | 2.952.123                     | 387.497          |
| 2019       | 71.169.722           | 2.764.369                     | 404.104          |
| 2020       | 12.049.851           | 2.822.370                     | 149.982          |
| 2021       | 03.198.909           | 3.329.292                     | 131.027          |
| 2022       | 17.869.759           | 2.945.855                     | 171.253          |